# Rawicz
Rawicz (tyska Rawitsch) är en stad med drygt 21 000 invånare i powiat Rawicz i vojvodskapet Storpolen i Polen.

## Historia
År 1638 beviljade den polske kungen godsägaren Adam Olbracht Przyjemski, kastellan i Gniezno och Kalisz, rätt att anlägga en stad på platsen för Przyjemskis egen by Sierakowo. Staden fick namn efter hans familjegrupp Rawicz och stadsvapnet togs ur gruppens vapen, den svarta björnen. Staden fick en symmetrisk stadsplan och husen byggdes i trä. Staden låg nära gränsen till Schlesien vid den viktiga handelsvägen mellan Poznań och Wrocław. Avsikten var att ge ett hem åt protestantiska flyktingar från Schlesien, som i många fall var skickliga hantverkare och köpmän. Redan år 1640 inrättades ett klädesvävargille i staden och vävning blev den viktigaste näringsgrenen i staden under två århundraden.
Under Karl X Gustavs polska krig år 1655 brände de svenska trupperna staden men den återuppbyggdes snart i sten. År 1701 brann staden på nytt. I Stora nordiska kriget ockuperades staden av svenska trupper från senhösten 1704 till sommaren 1705.  Därefter tågade trupper genom staden 1707 från Ryssland, 1719 från Österrike och 1733 från Sachsen. Åren 1710-1711 härjade pesten i staden och tog 60 % av dess invånare. Under andra hälften av 1700-talet byggdes ett nytt rådhus och slottet färdigställdes. Den första synagogan byggdes 1783. Vid samma tider nådde klädesvävningen som hantverk sin höjdpunkt. 
Genom Polens andra delning 1793 kom Rawicz att höra till Preussen. Två stora bränder 1794 och 1801 gick över staden. Genom freden i Tilsit 1807 lades staden under det napoleonska hertigdömet Warszawa och blev 1812 högkvarter för en del av Grande Armée under ledning av Jérôme Bonaparte. Vid Wienkongressen 1815 återfördes staden till Preussen och blev en del av storhertigdömet Posen. År 1827 byggdes ett fängelse i staden. Omkring 1830 bestod stadens befolkning i huvudsak av schlesiska tyskar men närmare en femtedel av befolkningen var judar. Genom att Ryssland år 1831 införde skyddstullar förlorade klädestillverkningen sin betydelse. En sen blomstring fick klädestillverkningen 1843-1845 genom en stor beställning av den preussiska armén. Omkring år 1840 startade en cigarr- och snusfabrik som genom en hög kvalitet på produkterna fick ett starkt uppsving. År 1886 blev Rawicz centrum för ett förvaltningsdistrikt (tyska Kreis) med samma namn. En ny synagoga byggdes 1889 (förstörd 1941). På 1890-talet var staden ett betydande industricentrum med tillverkning förutom av tobaksvaror även av maskiner, möbler, borstar, papper och drycker. År 1914 var 50:e infanteriregementet av 20:e infanteribrigaden av tyska 10:e divisionen förlagt till staden.
Under det storpolska upproret 1918-1919, som syftade till att förena Posen med Polen, inledde polska trupper i början av januari 1919 en belägring av staden Rawicz, som var en viktig järnvägsknutpunkt. Polackerna gjorde i februari två försök att inta staden men måste ge vika för de mycket större tyska styrkorna. Tyskarna försökte bryta blockaden men gav upp efter några dagar och undertecknade ett vapenstillestånd. Officiellt övergick Rawicz och Storpolen till polskt styre i januari 1920. Staden fortsatte att vara internationell och multireligiös till sin natur. Omkring 1925 började livsmedelsindustrins frammarsch, en följd av regionens starka jordbruk. År 1925 grundades också en kadettskola i staden.
På dagen för andra världskrigets utbrott den 1 september 1939 angrep tyska trupper staden men måste dra sig tillbaka. Fyra dagar senare återkom de och tog över stadens förvaltning. En utrensning av misshagliga invånare inleddes och i december fördrevs 500 polska aktivister och ägare till bättre hus. Husen överläts sedan till tyska inflyttare inom ramen för Lebensraum-programmet. Trots förtrycket organiserades en avdelning inom den polska motståndsrörelsen i staden. I januari 1945 överraskade sovjettrupper tyskarna i staden och fördrev dem. Sovjetstyret fängslade medlemmarna i den polska hemarmén (Armia Krajowa, AK) och sina politiska motståndare. Tyskar som var polska medborgare utvisades till Tyskland i början av sommaren. Den ryska armén styrde staden till 1946 med stöd av 15 000 soldater.
Under åren 1946 till 1956 fängslades ca 19 000 politiska aktivister, regimmotståndare och soldater ur den antikommunistiska hemarmén. 192 personer dödades av kontraspionaget organiserat i Urząd Bezpieczeństwa (UB) . Förstatligandet av industrin och kollektiviseringen av jordbruket förstörde delvis ekonomin. Genom olika reformer och med hjälp av västeuropeiskt kapital började ekonomin återhämta sig på 1970-talet. Flera företag tillkom och bostadsområden byggdes. År 1973 sammanslogs grannstaden Sarnowa med Rawicz. En förvaltningsreform 1975 fråntog Rawicz ställningen som provinshuvudstad och infogades i det nybildade vojvodskapet Leszno. År 1999 återuppstod powiat Rawicz. I modern tid är metallindustrin den största industrigrenen i staden.

## Bilder

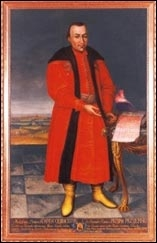
Adam Rawicz-Przyjemski, stadens grundare
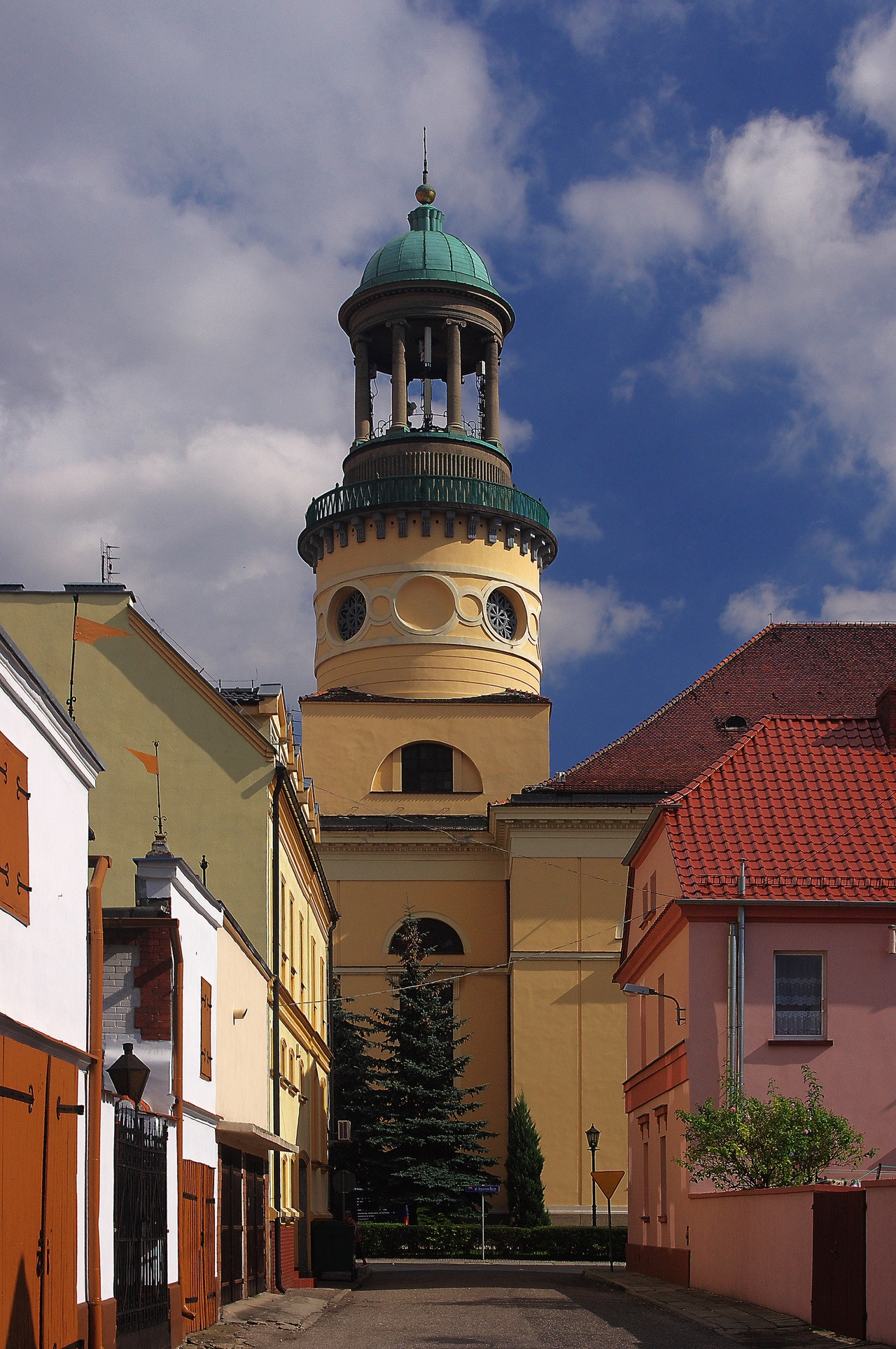
S:t Andreja Boboli (1808)
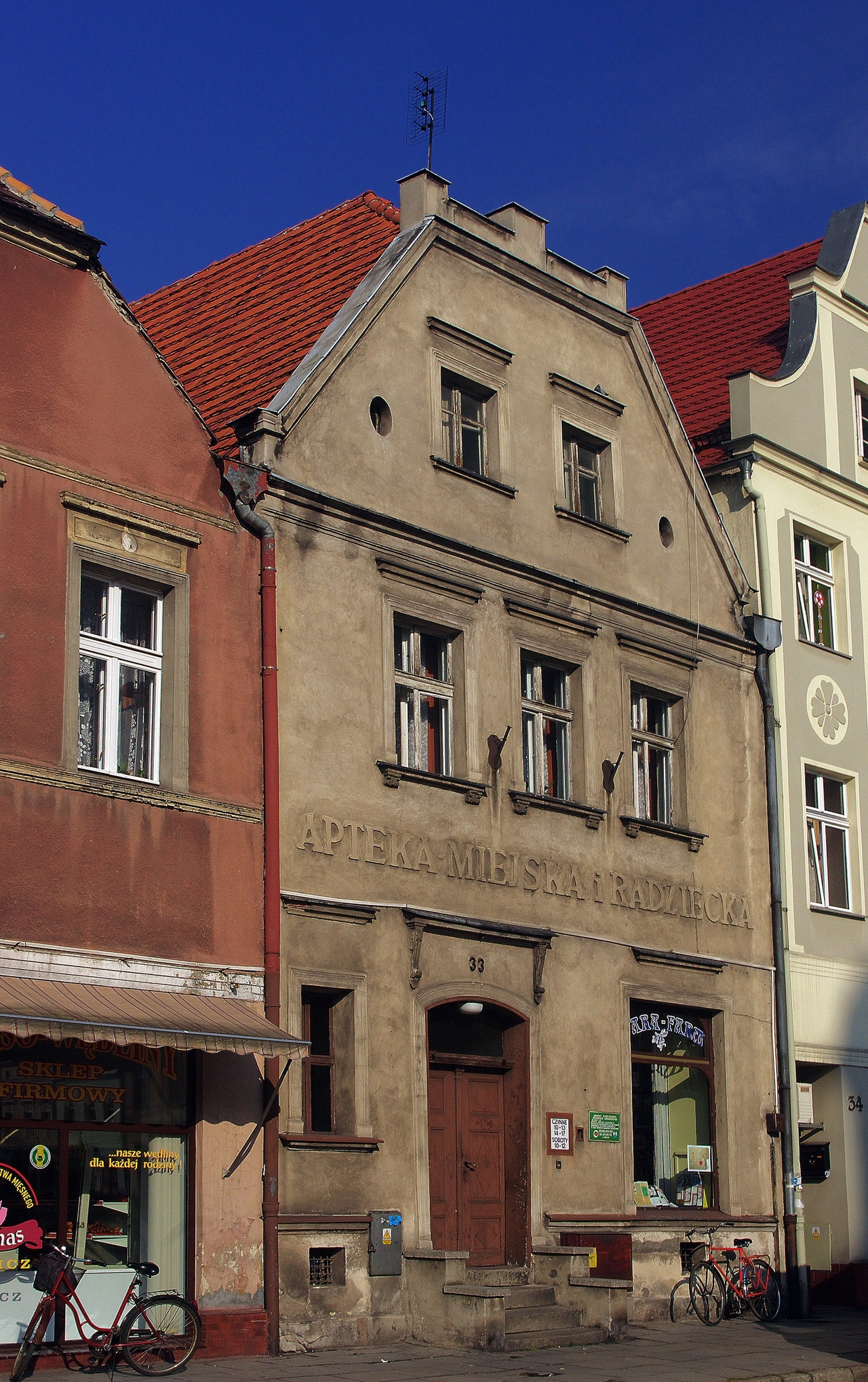
Apotekshus (1700-tal)
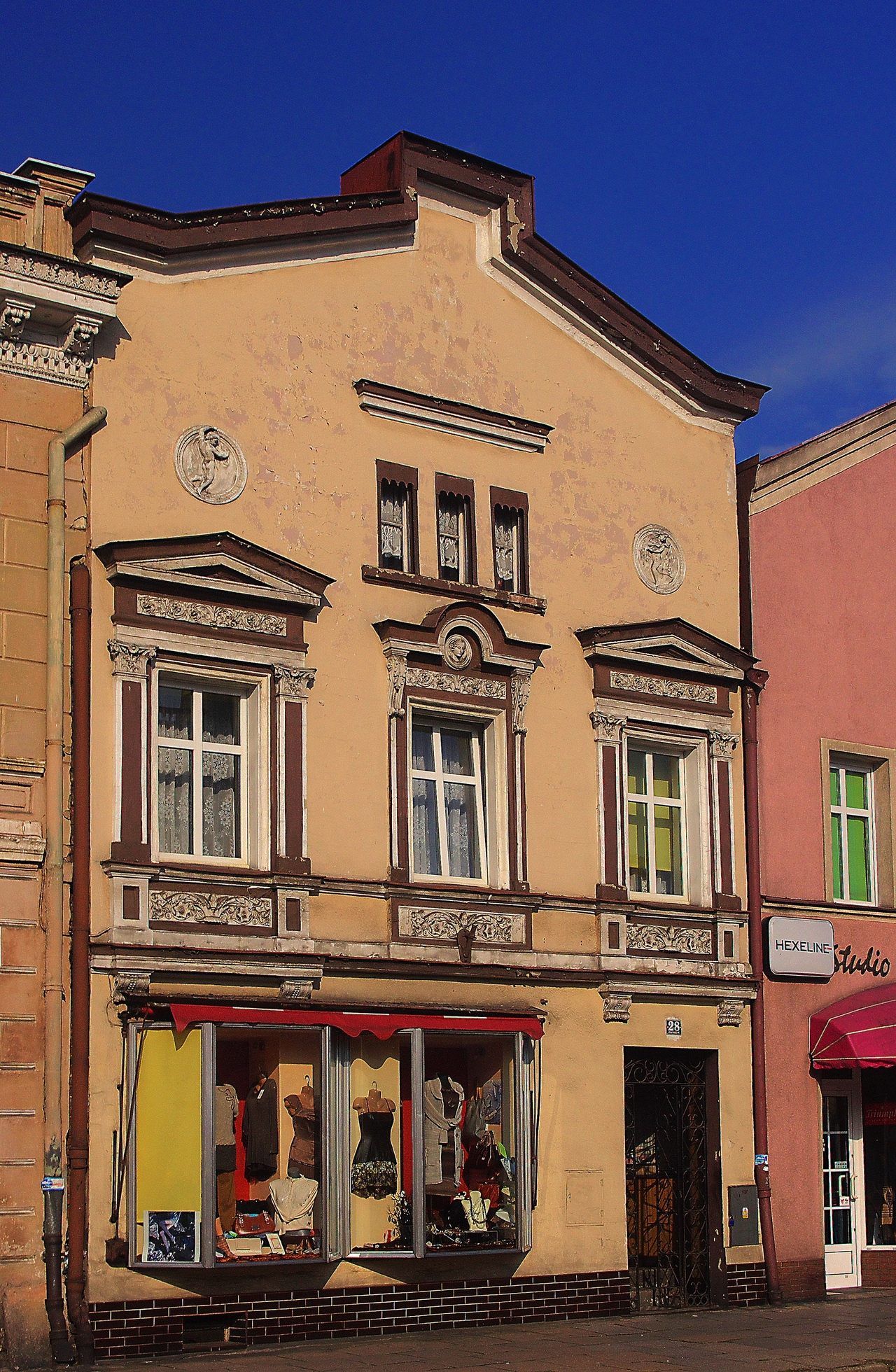
Borgarhus (1800-tal)
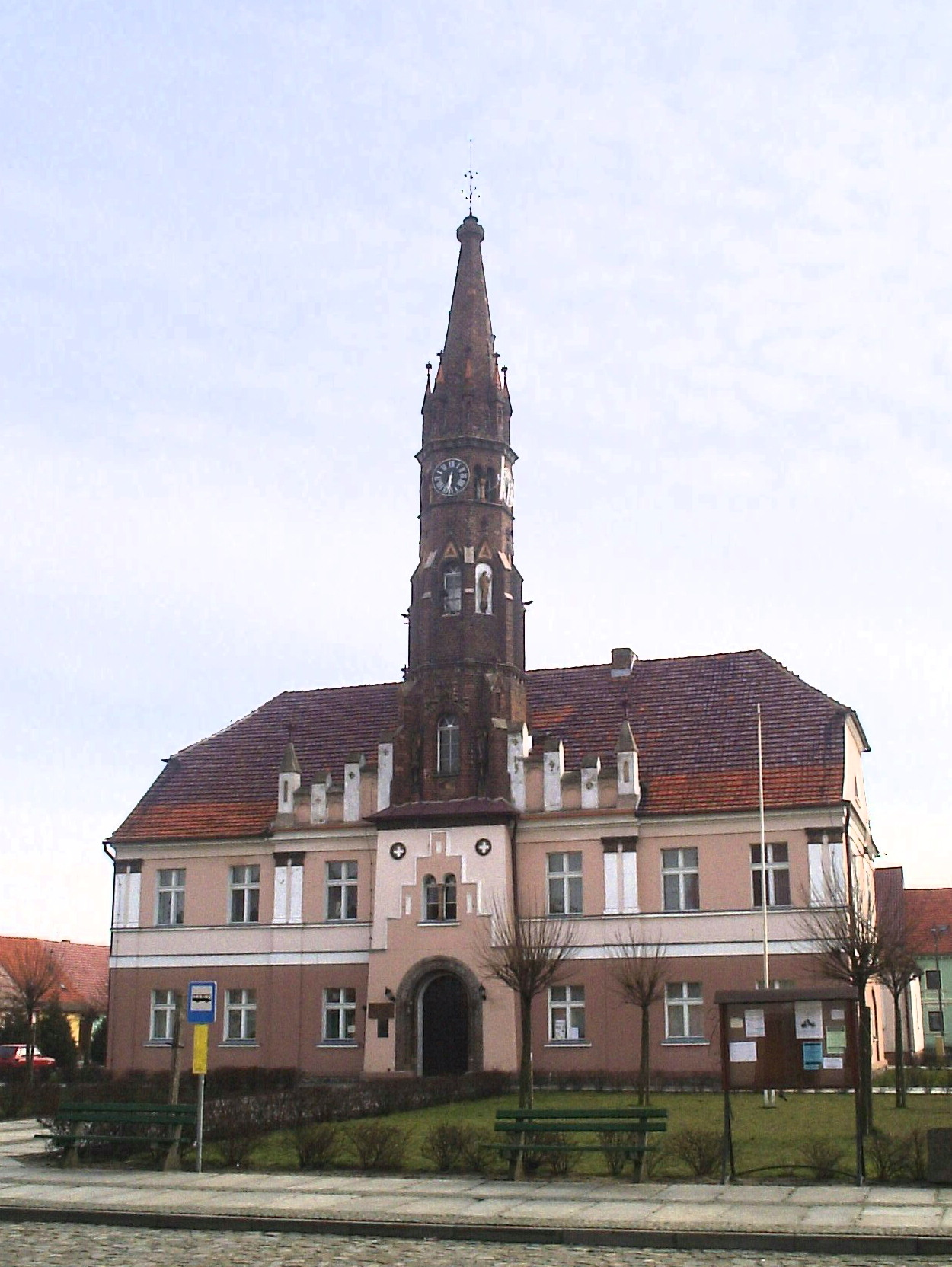
Rådhuset i Sarnowa (1837)

## Kända personer från Rawicz
- Ernst Höpfner (1836 – 1915), tysk pedagog
- Robert Maćkowiak (1970 - ), friidrottare
- Anita Włodarczyk (1985 - ), släggkastare
- Karol Świderski (1997 - ), fotbollsspelare